# Uranotaenia arguellesi
Uranotaenia arguellesi är en tvåvingeart som beskrevs av Francisco E. Baisas 1935. Uranotaenia arguellesi ingår i släktet Uranotaenia och familjen stickmyggor.
Artens utbredningsområde är Filippinerna. Inga underarter finns listade i Catalogue of Life.